# Městiště (Děčín)

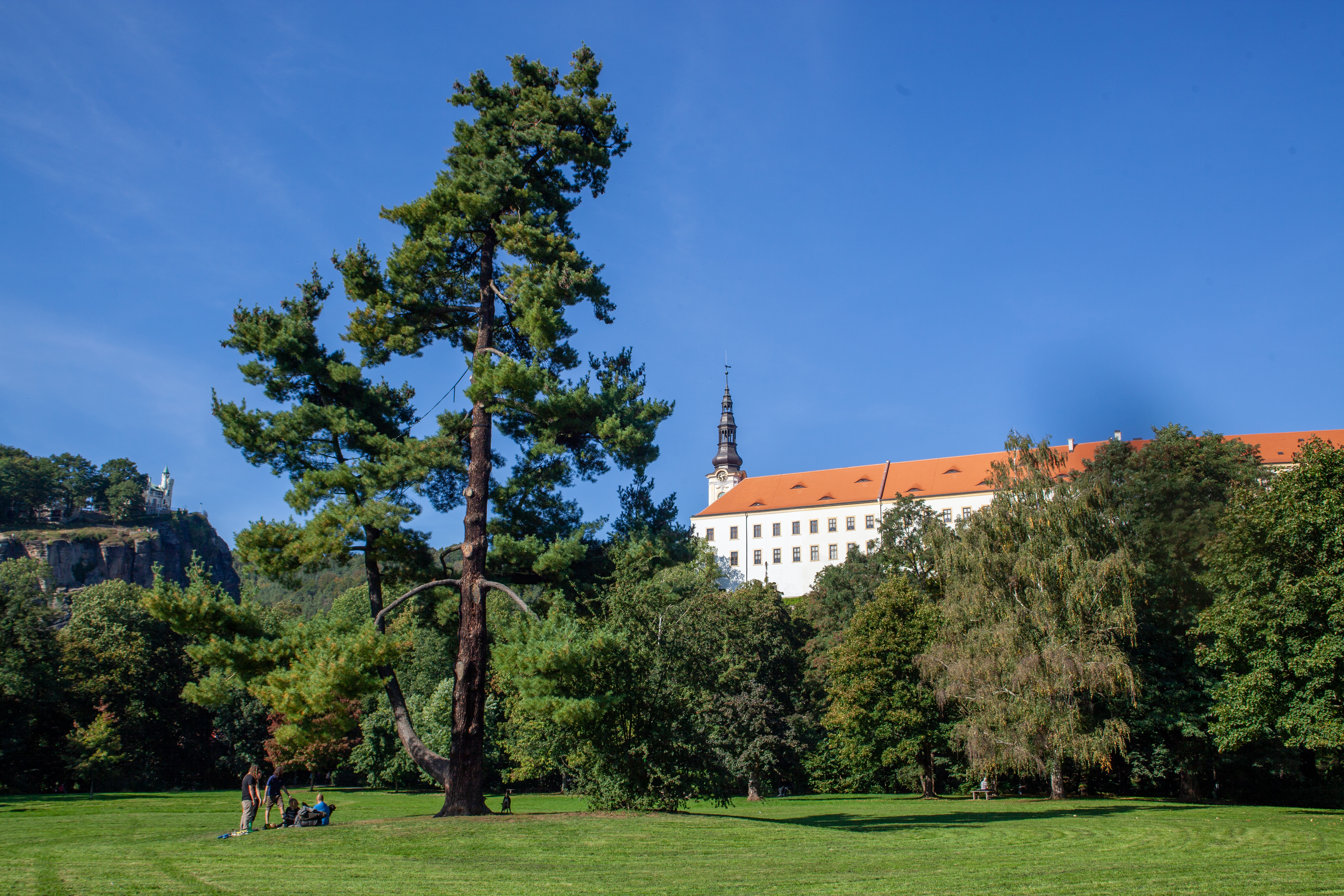
Mariánská louka – místo, kde od druhé poloviny 13. století stávalo královské město Děčín

Městiště je archeologická lokalita v místech nynější Mariánské louky na pravém břehu Labe v Děčíně, kde bylo ve 13. století založeno královské město Děčín. Lokalita, uprostřed níž stávalo opevněné město, které později zcela zaniklo, je chráněna jako kulturní památka.

## Historie
Podle archeologických nálezů v místech dnešního města Děčína (do 20. století dvojměstí Děčín – Podmokly) existovalo na obou březích Labe osídlení již v 7. století.  První písemná zmínka o provincii Děčín je z roku 993. Přirozené centrum osídlení vzniklo kolem labského brodu, přes který procházela významná obchodní cesta.

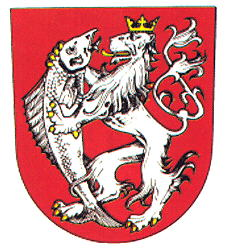
Stříbrný lev s rybou ve znaku města Děčína

Pozemní i labskou vodní cestu střežilo přemyslovské hradiště na vysoké skále na pravém břehu Labe. Toto hradiště bylo v první polovině 13. století nahrazeno kamenným hradem. Pod hradem na nízké říční terase jižně od hradní skály dal král Přemysl Otakar II. na počátku poslední třetiny 13. stolet založit královské město Děčín se stříbrným lvem ve znaku.
Město ležící mezi řekou Ploučnicí u jejího ústí do Labe a jejím severněji položeným ramenem, bylo chráněno hradební zdí a soustavou vodních nádrží a příkopů. Jak potvrdil archeologický průzkum, provedený v 80. letech 20. století, uvnitř města se nacházelo tržiště, obklopené pravidelně uspořádanou zástavbou, kterou tvořily obytné domy a hospodářské objekty. Uprostřed města stál kostel Panny Marie s přilehlým hřbitovem.Panství, které bylo spravováno z královského hradu, později získali Vartenberkové, příslušníci rodu Markvarticů.
V první polovině 14. století bylo královské město na jižní straně hradní skály několikrát poničeno velkými povodněmi. V důsledku uvedených přírodních katastrof byli obyvatelé donuceni místo opustit. Vartenberkové poté založili na poněkud vyšší labské říční terase severně od hradní skály nové poddanské město, kde se mohli usadit obyvatelé zničeného města. Kromě názvu a městského znaku na toto nové město, rozkládající se zhruba v místech kolem dnešního Masarykova náměstí, přešla i privilegia, týkající se labského obchodu, říční dopravy a rybolovu.

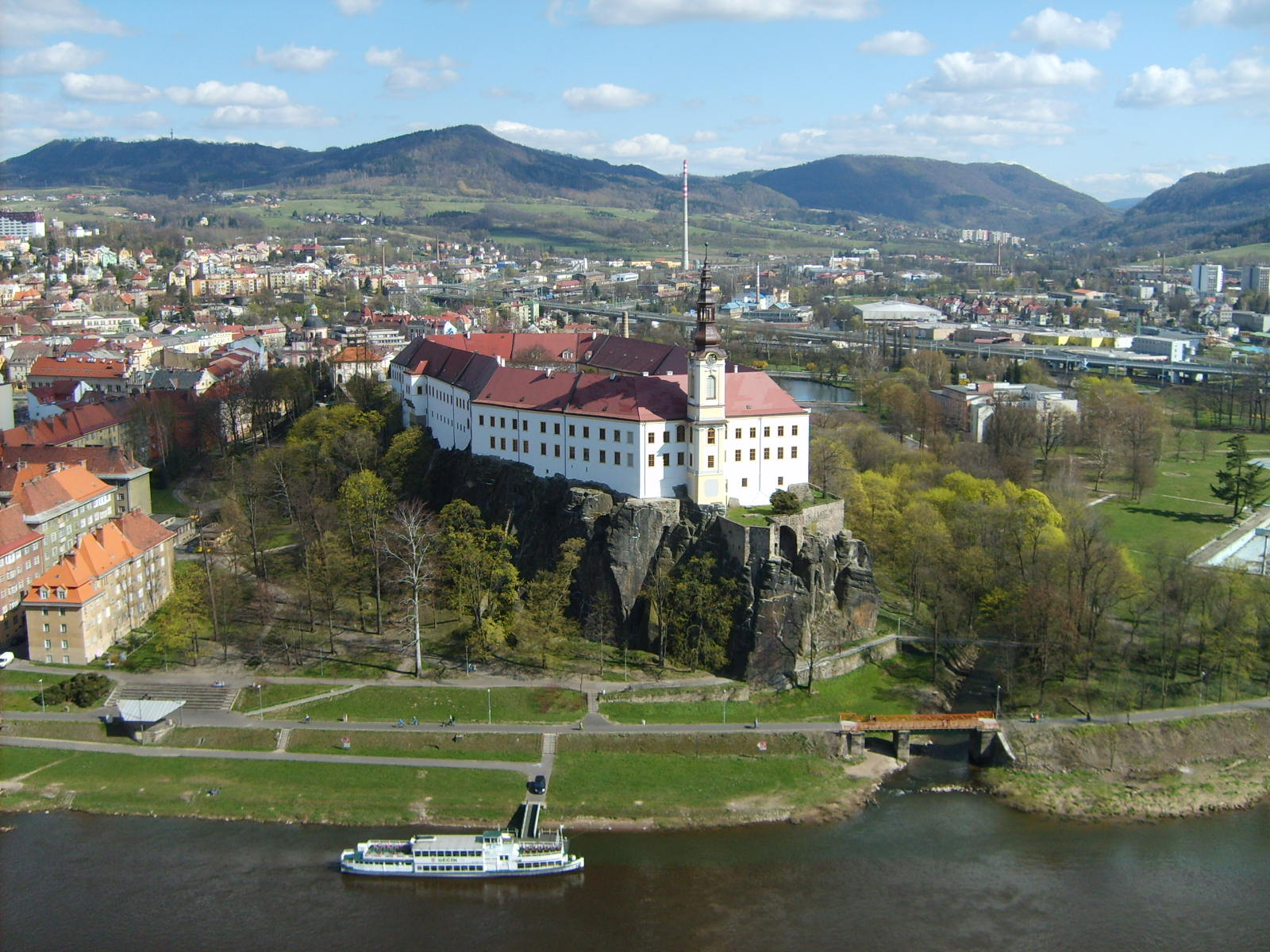
Pohled na pravý břeh Labe v Děčíně z Pastýřské stěny: vpravo od zámku je Mariánská louka, kde stávalo královské město

## Archeologický průzkum
Při archeologickém průzkumu, provedeném v osmdesátých letech 20. století, byly v místě zaniklého města odkryty části městských hradeb, zdivo raně gotického kostela, hroby a dlažba na prostranství u kostela. Během průzkumu bylo nalezeno mnoho předmětů z doby existence někdejšího královského města Děčína. Nalezené keramické střepy, kosterní pozůstatky a drobné kovové předměty jsou součástí expozice v děčínském Oblastním muzeu, nazvané „Město na louce“.

## Mariánská louka
V místech, kde stávalo původní královské město Děčín, se rozkládá Mariánská louka, pojmenovaná podle zaniklého gotického kostela Panny Marie.
V 20. století bylo uprostřed Mariánské louky otevřené koupaliště, které bylo zcela zdevastováno velkou povodní v roce 2002. V souladu se snahami o obnovení koupaliště byla v roce 2005 zpracována příslušná projektová dokumentace, avšak záměr posléze nebyl realizován. Vzhled Mariánské louky se tak postupně vrátil k podobě anglického parku z 19. století.
Na Mariánskou louku vede od jižních zahrad děčínského zámku nejkratší cesta přes řetězovou lávku, kterou v rámci parkových úprav nechali vybudovat v letech 1829–1831 Thunové, majitelé děčínského panství.